# Sevilla Fútbol Club 2015-2016
Questa voce raccoglie le informazioni del Sevilla Fútbol Club nelle competizioni ufficiali della stagione 2015-2016.

## Rosa
Rosa aggiornata al 1º febbraio 2016.
| N. |                       | Ruolo | Calciatore                    |
| -- | --------------------- | ----- | ----------------------------- |
| 1  | Spagna (bandiera)     | P     | Sergio Rico                   |
| 2  | Francia (bandiera)    | D     | Benoît Trémoulinas            |
| 3  | Francia (bandiera)    | D     | Adil Rami                     |
| 4  | Polonia (bandiera)    | C     | Grzegorz Krychowiak           |
| 5  | Francia (bandiera)    | D     | Timothée Kolodziejczak        |
| 6  | Portogallo (bandiera) | D     | Daniel Carriço                |
| 7  | Danimarca (bandiera)  | C     | Michael Krohn-Dehli           |
| 8  | Spagna (bandiera)     | C     | Vicente Iborra                |
| 9  | Francia (bandiera)    | A     | Kevin Gameiro                 |
| 10 | Spagna (bandiera)     | A     | José Antonio Reyes (capitano) |
| 11 | Spagna (bandiera)     | A     | Juan Muñoz                    |
| 13 | Portogallo (bandiera) | P     | Beto                          |
| 14 | Uruguay (bandiera)    | C     | Sebastián Cristóforo          |
| 15 | Francia (bandiera)    | C     | Steven N'Zonzi                |
| 16 | Argentina (bandiera)  | D     | Federico Fazio                |

| N. |                       | Ruolo | Calciatore           |
| -- | --------------------- | ----- | -------------------- |
| 17 | Portogallo (bandiera) | D     | Diogo Figueiras      |
| 18 | Spagna (bandiera)     | D     | Sergio Escudero      |
| 19 | Argentina (bandiera)  | C     | Éver Banega          |
| 20 | Spagna (bandiera)     | C     | Vitolo               |
| 21 | Argentina (bandiera)  | D     | Nicolás Pareja       |
| 22 | Ucraina (bandiera)    | C     | Yevhen Konoplyanka   |
| 23 | Spagna (bandiera)     | D     | Coke (vice capitano) |
| 24 | Spagna (bandiera)     | A     | Fernando Llorente    |
| 25 | Brasile (bandiera)    | D     | Mariano              |
| 27 | Spagna (bandiera)     | C     | Antonio Cotán        |
| 28 | Spagna (bandiera)     | A     | Carlos Fernández     |
| 31 | Spagna (bandiera)     | P     | David Soria          |
| 36 | Spagna (bandiera)     | C     | Curro                |
|    | Italia (bandiera)     | D     | Marco Andreolli      |
|    | Spagna (bandiera)     | C     | Luismi               |

## Divise e Sponsor
Il main sponsor per la stagione è Visit Malaysia mentre il main sponsor è Warrior, il marchio è una controllata della New Balance.
|  | Casa | Trasferta | Terza maglia |

## Calciomercato

### Sessione estiva(dal 1º/7 al 1º/9)
| Acquisti         | Acquisti               | Acquisti          | Acquisti                     |
| R.               | Nome                   | da                | Modalità                     |
| ---------------- | ---------------------- | ----------------- | ---------------------------- |
| C                | Steven N'Zonzi         | Stoke City        | definitivo (9.75 milioni €)  |
| C                | Gaël Kakuta            | Chelsea           | definitivo (6 milioni)       |
| A                | Iago Aspas             | Liverpool         | definitivo (6 milioni €)     |
| A                | Mariano                | Bordeaux          | definitivo (3.5 milioni €)   |
| D                | Adil Rami              | Milan             | definitivo (3.5 milioni €)   |
| Altre operazioni |                        |                   |                              |
| R.               | Nome                   | da                | Modalità                     |
| A                | Ciro Immobile          | Borussia Dortmund | spesa prestito (3 milioni €) |
| D                | Sergio Escudero Palomo | Getafe            | definitivo (3 milioni €)     |
| D                | Marco Andreolli        | Inter             | spesa prestito (1 milioni €) |
| C                | Luismi                 | Siviglia Atlético |                              |
| A                | Juan Muñoz             | Siviglia Atlético |                              |
| C                | Yevhen Konoplyanka     | Dnipro            | definitivo                   |
| C                | Michael Krohn-Dehli    | Celta Vigo        | definitivo                   |
| A                | Fernando Llorente      | Juventus          | definitivo                   |
| A                | Babá                   | Getafe            | fine prestito                |
| A                | Raul Rusescu           | Steaua Bucarest   | fine prestito                |
| C                | Bryan Rabello          | Leganés           | fine prestito                |
| C                | Manu del Moral         | Eibar             | fine prestito                |
| D                | Cicinho                | Numancia          | fine prestito                |
| C                | Javi Hervás            | Sabadell          | fine prestito                |

| Cessioni         | Cessioni          | Cessioni            | Cessioni                   |
| R.               | Nome              | a                   | Modalità                   |
| ---------------- | ----------------- | ------------------- | -------------------------- |
| A                | Carlos Bacca      | Milan               | definitivo (30 milioni €)  |
| D                | Aleix Vidal       | Barcellona          | definitivo (17 milioni €)  |
| A                | Iago Aspas        | Celta Vigo          | definitivo (5.3 milioni €) |
| A                | Babá              | Marítimo            | definitivo                 |
| C                | Stéphane Mbia     | Trabzonspor         | definitivo                 |
| D                | Cicinho           | Bahia               | definitivo                 |
| C                | Bryan Rabello     | Santos Laguna       | definitivo                 |
| C                | Piotr Trochowski  | Augusta             | definitivo                 |
| A                | Raul Rusescu      | Ankaraspor          | definitivo                 |
| P                | Mariano Barbosa   | Villarreal          | definitivo                 |
| D                | Fernando Navarro  | Deportivo La Coruña | definitivo                 |
| C                | Manu del Moral    | Real Valladolid     | definitivo                 |
| D                | Diogo Figueiras   | Genoa               | prestito                   |
| Altre operazioni |                   |                     |                            |
| R.               | Nome              | a                   | Modalità                   |
| D                | Alejandro Arribas | Deportivo La Coruña |                            |
| C                | Denis Suárez      | Barcellona          | fine prestito              |
| C                | Javi Hervás       |                     | svincolato                 |
| C                | Gerard Deulofeu   | Barcellona          | fine prestito              |
| A                | Iago Aspas        | Liverpool           | fine prestito              |

### Sessione invernale(dal 1º/1 al 31/1)
| Acquisti         | Acquisti        | Acquisti          | Acquisti                    |
| ---------------- | --------------- | ----------------- | --------------------------- |
| C                | Ciro Immobile   | Borussia Dortmund | definitivo (11,0 milioni €) |
| Altre operazioni |                 |                   |                             |
| R.               | Nome            | da                | Modalità                    |
| D                | Diogo Figueiras | Genoa             | risoluzione prestito        |

| Cessioni         | Cessioni      | Cessioni          | Cessioni                   |
| ---------------- | ------------- | ----------------- | -------------------------- |
| C                | Ciro Immobile | Torino            | spesa prestito (850.000 €) |
| C                | Ciro Immobile | Borussia Dortmund | fine prestito              |
| R.               | Nome          | a                 | Modalità                   |
| Altre operazioni |               |                   |                            |
| R.               | Nome          | da                | Modalità                   |

## Risultati

### Primera División

#### Girone d'andata
| Malaga 21 agosto 2015, ore 20:30 CEST 1ª giornata | Malaga            | 0 – 0 referto | Siviglia | La Rosaleda\| Arbitro: \| Álvarez Izquierdo \| |
| Arbitro:                                          | Álvarez Izquierdo |               |          |                                                |

| Arbitro: | Clos Gómez |

|  |           |                                |
|  | Marcatori | 35’ Koke 77’ Gabi 85’ Martinez |

| Arbitro: | Iglesias Villanueva |

|              |           |             |
| Camarasa 11’ | Marcatori | 58’ N'Zonzi |

| Arbitro: | Jaime Latre |

|              |           |                    |
| Llorente 54’ | Marcatori | 5’ Nolito 25’ Wass |

| Arbitro: | Del Cerro Grande |

|                       |           |  |
| Roque 30’ Antolin 75’ | Marcatori |  |

| Arbitro: | Hernández Hernández |

|                                         |           |                     |
| Gameiro 22’ N'Zonzi 45’ Konoplyanka 85’ | Marcatori | 51’ Bebé 67’ Guerra |

| Arbitro: | Gil Manzano |

|                            |           |            |
| Krohn-Dehli 52’ Iborra 57’ | Marcatori | 73’ Neymar |

| Arbitro: | Martínez Munuera |

|             |           |             |
| González 8’ | Marcatori | 71’ Gameiro |

| Arbitro: | Vicandi Garrido |

|                                                  |           |  |
| Gameiro 34’, 44’, 60’ Banega 49’ Konoplyanka 80’ | Marcatori |  |

| Arbitro: | Sánchez Martínez |

|                        |           |              |
| Gaspar 25’ Bakambu 60’ | Marcatori | 75’ Llorente |

| Arbitro: | Gonzalez (Comitato castiglianoleonese) |

|                                      |           |                           |
| Immobile 36’ Banega 61’ Llorente 74’ | Marcatori | 22’ Ramos 90+3’ Rodríguez |

| Arbitro: | Mateu Lahoz |

|                          |           |  |
| Agirretxe 73’ Prieto 78’ | Marcatori |  |

| Arbitro: | Velasco Carballo |

|              |           |  |
| Escudero 50’ | Marcatori |  |

| Arbitro: | De Burgos Bengoetxea |

|           |           |            |
| Pérez 22’ | Marcatori | 76’ Iborra |

| Arbitro: | Del Cerro Grande |

|                  |           |  |
| Gameiro 74’, 80’ | Marcatori |  |

| Siviglia 19 dicembre 2015, ore 20:30 CET 16ª giornata | Betis      | 0 – 0 referto | Siviglia | Benito Villamarín\| Arbitro: \| Clos Gómez \| |
| Arbitro:                                              | Clos Gómez |               |          |                                               |

| Arbitro: | Iglesias Villanueva |

|                         |           |  |
| Immobile 16’ Banega 41’ | Marcatori |  |

| Arbitro: | Undiano Mallenco |

|                           |           |            |
| Success 17’ Adalberto 37’ | Marcatori | 44’ Vitolo |

| Arbitro: | Prieto Iglesias |

|                  |           |  |
| Gameiro 23’, 58’ | Marcatori |  |

#### Girone di ritorno
| Arbitro: | Estrada Fernández |

|                  |           |             |
| Gameiro 40’, 41’ | Marcatori | 71’ Charles |

| Madrid 24 gennaio 2016 21ª giornata | Atlético Madrid     | 0 – 0 referto | Siviglia | Vicente Calderon\| Arbitro: \| Iglesias Villanueva \| |
| Arbitro:                            | Iglesias Villanueva |               |          |                                                       |

| Arbitro: | Izquierdo |

|                                       |           |           |
| Gameiro 1’ Iborra 46’ Konopljanka 75’ | Marcatori | 54’ Rossi |

| Arbitro: | Velasco Carballo |

|             |           |             |
| Beauvue 42’ | Marcatori | 64’ Carrico |

| Arbitro: | Prieto Iglesias |

|                        |           |  |
| Banega 68’ Gameiro 75’ | Marcatori |  |

| Arbitro: | Estrada Fernández |

|                      |           |                       |
| Manucho 43’ Miku 61’ | Marcatori | 10’ Steven 20’ Iborra |

| Arbitro: | Latre (Comitato aragonese) |

|                     |           |            |
| Messi 30’ Piqué 47’ | Marcatori | 19’ Vitolo |

| Arbitro: | Martínez Munuera |

|              |           |  |
| Llorente 11’ | Marcatori |  |

| Arbitro: | Prieto Iglesias |

|               |           |            |
| Velázquez 85’ | Marcatori | 79’ Banega |

| Arbitro: | Velasco Carballo |

|                                                 |           |                  |
| Iborra 23’ Ruiz 51’ (aut.) Jevhen 64’ Reyes 89’ | Marcatori | 29’, 37’ Bakambu |

| Arbitro: | Estrada Fernández (Comitato catalano) |

|                                          |           |  |
| Benzema 6’ Ronaldo 64’ Bale 66’ Jesé 86’ | Marcatori |  |

| Arbitro: | Clos Gómez |

|             |           |                                  |
| Gameiro 49’ | Marcatori | 1’ Bergara 34’ (aut.) Krychowiak |

| Arbitro: | Vikandi Garrido |

|                        |           |             |
| Parejo 41’ Negredo 90’ | Marcatori | 85’ Gameiro |

| Arbitro: | Latre |

|            |           |           |
| Iborra 20’ | Marcatori | 81’ Riera |

| Arbitro: | González González |

|                                  |           |           |
| Krychowiak 22’ (aut.) Ismael 89’ | Marcatori | 7’ Iborra |

| Arbitro: | Velasco Carballo |

|                      |           |  |
| Gameiro 66’ Coke 80’ | Marcatori |  |

| Arbitro: | Martínez Munuera |

|             |           |  |
| Caicedo 51’ | Marcatori |  |

| Arbitro: | Undiano Mallenco |

|              |           |                                        |
| Gonzalez 73’ | Marcatori | 44’, 88’ Cuenca 79’ Babin 86’ El-Arabi |

| Arbitro: | Álvarez Izquierdo |

|                            |           |           |
| Aduriz 10’, 30’ García 70’ | Marcatori | 54’ Muñoz |

### Coppa del Re
| Arbitro: | Alejandro José |

|  |           |                                       |
|  | Marcatori | 12’ Coke 37’ Krohn-Dehli 57’ Immobile |

| Arbitro: | Del Cerro Grande |

|                        |           |  |
| Immobile 15’ Reyes 40’ | Marcatori |  |

| Arbitro: | Del Cerro Grande |

|  |           |                                |
|  | Marcatori | 13’ Krohn-Dehli 49’ Krychowiak |

| Arbitro: | Mateu Lahoz |

|                                          |           |  |
| Reyes 4’ Rami 35’ Gameiro 73’ Kakuta 89’ | Marcatori |  |

| Arbitro: | De Burgos Bengoetxea |

|                        |           |  |
| N'Zonzi 20’ Vitolo 94’ | Marcatori |  |

| Arbitro: | Vikandi Garrido |

|  |           |                                       |
|  | Marcatori | 9’ (rig.) Iborra 70’ Munoz 90+2’ Coke |

| Arbitro: | Clos Gómez |

|                                           |           |  |
| Rami 45’ Gameiro 59’, 62’ Krohn-Dehli 87’ | Marcatori |  |

| Arbitro: | Martínez Munuera |

|                     |           |                            |
| Iago Aspas 35’, 55’ | Marcatori | 57’ Banega 87’ Konoplyanka |

| Arbitro: | Del Cerro Grande |

|                        |           |  |
| Alba 97’ Neymar 120+2’ | Marcatori |  |

### Champions League

#### Fase a gironi
| Arbitro: | Kralovec |

|                                                      |           |  |
| Gameiro 47’ (rig.) Banega 66’ (rig.) Konoplyanka 84’ | Marcatori |  |

| Arbitro: | Eriksson |

|                     |           |  |
| Morata 41’ Zaza 87’ | Marcatori |  |

| Arbitro: | Nijhuis |

|                                 |           |                 |
| Rami 36’ (aut.) De Bruyne 90+1’ | Marcatori | 30’ Konoplyanka |

| Arbitro: | Moen |

|                 |           |                                      |
| Trémoulinas 25’ | Marcatori | 8’ Sterling 11’ Fernandinho 36’ Bony |

| Arbitro: | Skomina |

|                                         |           |                                |
| Stindl 29’, 83’ Johnson 68’ Raffael 78’ | Marcatori | 82’ Vitolo 90+1’ (rig.) Banega |

| Arbitro: | Marciniak |

|              |           |  |
| Llorente 65’ | Marcatori |  |

### Europa League

#### Fase a eliminazione diretta
| Arbitro: | Mazeika |

|                               |           |  |
| Llorente 35’, 49’ Gameiro 72’ | Marcatori |  |

| Arbitro: | Madden |

|            |           |  |
| Hestad 43’ | Marcatori |  |

| Basilea 10 marzo 2016, ore 19:00 CET Ottavi di finale - andata | Basilea | 0 – 0 referto | Siviglia | St. Jakob-Park (22 403 spett.)\| Arbitro: \| Taylor \| |
| Arbitro:                                                       | Taylor  |               |          |                                                        |

| Arbitro: | Aytekin |

|                           |           |  |
| Rami 35’ Gameiro 44’, 45’ | Marcatori |  |

| Arbitro: | Clattenburg |

|            |           |                              |
| Aduriz 48’ | Marcatori | 56’ Kolodziejczak 83’ Iborra |

| Arbitro: | Skomina |

|                                             |                      |                                            |
| Gameiro 59’                                 | Marcatori            | 57’ Aduriz 80’ García                      |
| Coke Krychowiak Konopljanka N'Zonzi Gameiro | Tiri di rigore 5 – 4 | García Viguera San José Etxebarria Susaeta |

| Arbitro: | Marciniak |

|                           |           |                              |
| Marlos 23’ Stepanenko 36’ | Marcatori | 6’ Vitolo 82’ (rig.) Gameiro |

| Arbitro: | Kuipers |

|                             |           |             |
| Gameiro 9’, 47’ Mariano 59’ | Marcatori | 44’ Eduardo |

| Arbitro: | Eriksson |

|               |           |                           |
| Sturridge 35’ | Marcatori | 46’ Gameiro 64’, 70’ Coke |

## Statistiche

### Statistiche di squadra
| Competizione       | Punti | In casa | In casa | In casa | In casa | In casa | In casa | In trasferta | In trasferta | In trasferta | In trasferta | In trasferta | In trasferta | Totale | Totale | Totale | Totale | Totale | Totale | DR  |
| Competizione       | Punti | G       | V       | N       | P       | Gf      | Gs      | G            | N            | P            | Gf           | Gs           | G            | V      | N      | P      | Gf     | Gs     |        | DR  |
| ------------------ | ----- | ------- | ------- | ------- | ------- | ------- | ------- | ------------ | ------------ | ------------ | ------------ | ------------ | ------------ | ------ | ------ | ------ | ------ | ------ | ------ | --- |
| Liga BBVA          | 52    | 19      | 14      | 1       | 4       | 38      | 21      | 19           | 0            | 9            | 10           | 13           | 29           | 38     | 14     | 10     | 14     | 51     | 50     | +1  |
| Coppa del Re       | -     | 5       | 5       | 0       | 0       | 16      | 0       | 5            | 3            | 2            | 0            | 11           | 4            | 11     | 8      | 2      | 1      | 28     | 6      | +22 |
| Champions League   | -     | 3       | 1       | 0       | 1       | 4       | 3       | 3            | 0            | 0            | 3            | 4            | 7            | 6      | 2      | 0      | 4      | 8      | 11     | -3  |
| UEFA Europa League | -     | 4       | 3       | -       | 1       | 10      | 3       | 5            | 2            | 2            | 1            | 7            | 5            | 9      | 5      | 2      | 2      | 17     | 8      | +9  |
| Totale             | 52    | 31      | 23      | 1       | 6       | 68      | 28      | 32           | 5            | 13           | 14           | 35           | 45           | 64     | 29     | 14     | 20     | 104    | 75     | +29 |

### Andamento in campionato
| Giornata  | 1 | 2  | 3  | 4  | 5  | 6  | 7  | 8  | 9  | 10 | 11 | 12 | 13 | 14 | 15 | 16 | 17 | 18 | 19 | 20 | 21 | 22 | 23 | 24 | 25 | 26 | 27 | 28 | 29 | 30 | 31 | 32 | 33 | 34 | 35 | 36 | 37 | 38 |
| --------- | - | -- | -- | -- | -- | -- | -- | -- | -- | -- | -- | -- | -- | -- | -- | -- | -- | -- | -- | -- | -- | -- | -- | -- | -- | -- | -- | -- | -- | -- | -- | -- | -- | -- | -- | -- | -- | -- |
| Luogo     | T | C  | T  | C  | T  | C  | C  | T  | C  | T  | C  | T  | C  | T  | C  | T  | C  | T  | C  | C  | T  | C  | T  | C  | T  | T  | C  | T  | C  | T  | C  | T  | C  | T  | C  | T  | C  | T  |
| Risultato | N | P  | N  | P  | P  | V  | V  | N  | V  | P  | V  | P  | V  | N  | V  | N  | V  | P  | V  | V  | N  | V  | N  | V  | N  | P  | V  | N  | V  | P  | P  | P  | N  | P  | V  | P  | P  | P  |
| Posizione | 8 | 17 | 18 | 20 | 20 | 16 | 11 | 12 | 11 | 12 | 11 | 12 | 11 | 11 | 7  | 9  | 8  | 9  | 7  | 7  | 7  | 5  | 5  | 5  | 5  | 5  | 5  | 5  | 5  | 5  | 6  | 7  | 7  | 7  | 7  | 7  | 7  | 7  |

Fonte:  Liga – Classifiche, su sport.sky.it, sport.sky.it (archiviato dall'url originale l'8 ottobre 2015).
Legenda:

Luogo: C = Casa; T = Trasferta. Risultato: V = Vittoria; N = Pareggio; P = Sconfitta.